# WTA Basel
Das WTA Basel (offiziell PreCon Ladies Open) war ein Damen-WTA-Tennisturnier, das in der Schweizer Stadt Basel ausgetragen wurde. Die einzige Austragung fand in der Saison 2001 statt.

## Siegerliste

### Einzel
| Jahr | Siegerin      | Finalgegnerin          | Ergebnis |
| ---- | ------------- | ---------------------- | -------- |
| 2001 | Adriana Gerši | Marie-Gaïané Mikaelian | 6:4, 6:1 |

### Doppel
| Jahr | Siegerinnen                                         | Finalgegnerinnen               | Ergebnis  |
| ---- | --------------------------------------------------- | ------------------------------ | --------- |
| 2001 | María José Martínez Sánchez Anabel Medina Garrigues | Joannette Kruger Marta Marrero | 7:65, 6:2 |